# Pimampiro
Pimampiro – miasto w Ekwadorze, w prowincji Imbabura, siedziba kontonu Pimampiro.